# 델타 스테이트
《델타 스테이트》(Delta State)는 캐나다의 텔레비전 애니메이션 시리즈이다.
기억상실증 환자이고, 델타 주라는 영묘한 나라에 들어갈 수 있는 능력을 지닌 4명의 룸메이트가 등장하는 만화책을 기반으로 만들어졌다. 4명의 룸메이트인 끌레르, 마틴, 루나, 필립은 애니메이션에서 그들의 과거를 정리하는 일과 인간의 마음을 조정하려는 델타 주의 거주민 집단 리프터와 싸워야 하는 일에 직면한다.
2004년 11월 11일 캐나다의 만화 텔레비전 방송인 텔레툰에서 처음 방영되었다. 첫 번째 텔레비전 애니메이션은 로토스코프 방식으로 27개월 이상 작업하여 완성하였다.
델타 스테이트는 프랑스의 알파님에서 프랑스인과 캐나다인이 공동으로 디자인과 스토리보드 작업을 맡았으며, 널바나 캐나다에서 슈팅과 녹음을 담당하였다. 대본은 두 회사가 공동으로 작업하였다.
안시 인터내셔널 애미네이티드 필름 페스티벌에서 특별상을 받았다. 프랑스에서는 2005년 3월 9일 카날+에서 방영했다.